# Seta (entreprise)
Pour les articles homonymes, voir Seta.
SETA Corporation (株式会社セタ) pour Super Entertainment and Total Amusement, est une entreprise japonaise fondée le 1er octobre 1985, exerçant son activité principale dans le domaine du développement de jeux vidéo et qui a disparu en janvier 2009. C'est une filiale du groupe Aruze.

## Description
Le siège de la société Seta Corporation est basé à Tōkyō. Son d'activité consiste à développer et commercialiser des pachinkos, des systèmes d'arcade et des jeux vidéo, ainsi que du matériel de communication.
La société a produit beaucoup de jeux pour les plates-formes de la compagnie Nintendo. En l'occurrence, elle a édité des jeux sur NES, Super NES ou Game Boy... Seta a créé une majorité de jeux dans les mêmes genres, emblématiques de la marque, que sont les jeux de golf et les jeux  de puzzle.
Seta a participé avec les sociétés Visco et Sammy à la création de la carte d'arcade System SSV, mais également créé plusieurs systèmes d'arcade, aussi bien en se fondant sur du matériel de console de jeu déjà existant comme la N64, qu'en fabriquant la totalité de ses systèmes.
La plus grosse activité de la société est à l'heure actuelle la production d'accessoires de flippers et de machines à sous.
En 2008, Aruze, maison mère de l'entreprise, annonce la dissolution de Seta. Elle est effective le 23 janvier 2009.

## Systèmes d'arcade créés
- Seta 1st Generation
- Seta 2nd Generation
- System SSV
- Aleck 64

## Consoles utilisées
- NES
- Super NES
- N64
- GameCube
- Game Boy
- Sega Saturn
- Xbox 360